# فاينو لينا

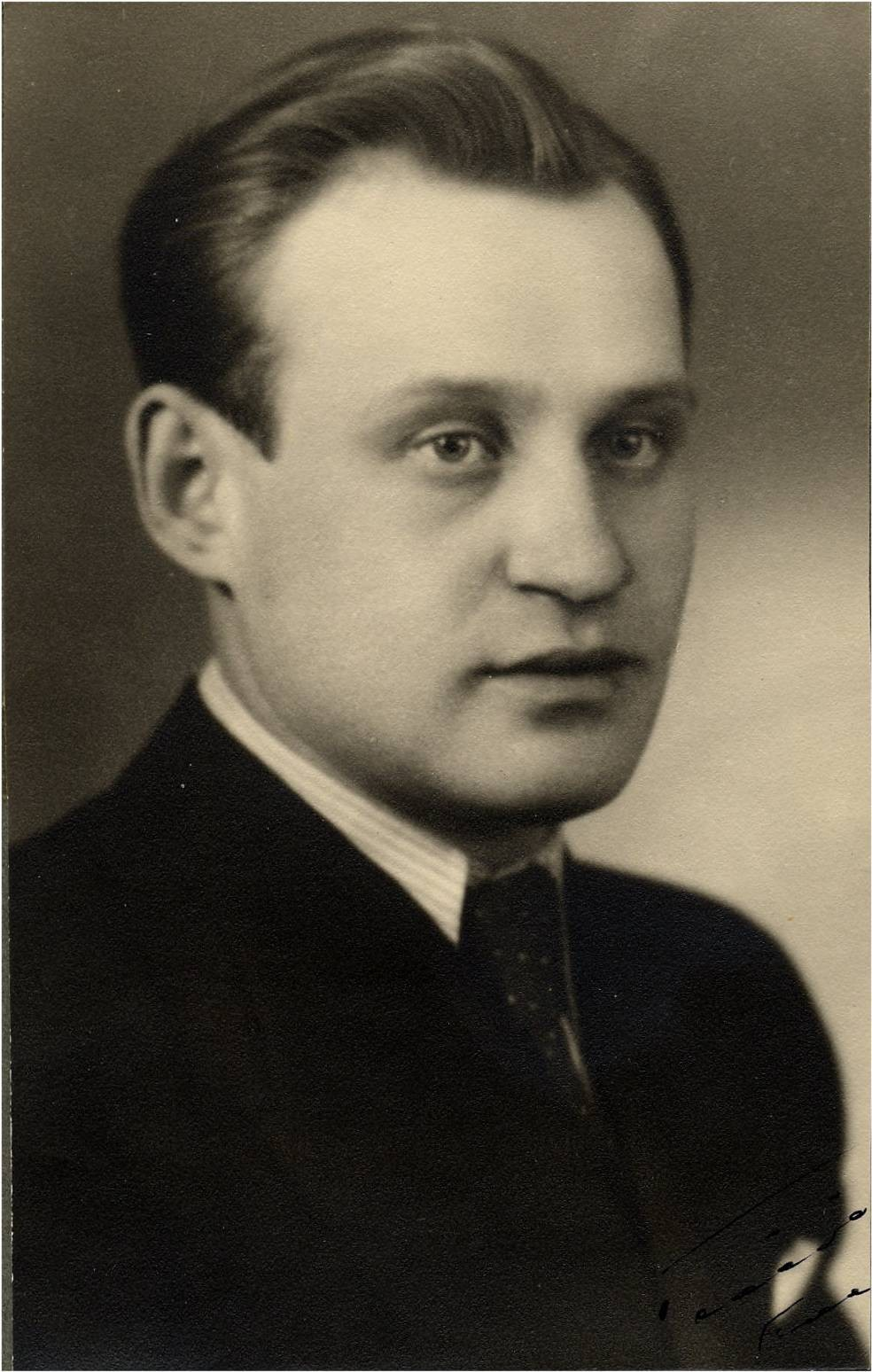
فاينو لينا سنة 1947.

فاينو لينــّا (Väinö Linna؛ أوريالا، 20 ديسمبر 1920 - كـَـنــّاسـْألا، 21 أبريل 1992).أحد أكثر الكتـّاب الفنلنديين تأثيراً في القرن العشرين. سرعان ما انطلق نحو الشهرة الأدبية مع روايته الثالثة «الجندي المجهول» المنشورة سنة 1954، عزز وضعه بثلاثية «هنا تحت نجم الشمال» (Täällä Pohjantähden alla) المنشورة 1959 - 1963.

## السيرة
ولد فاينو لينــّا في أوريالا في إقليم بيركانما. إبناً سابعاً لفيهتوري لينــّا (1874-1927) ويوهانـّا مايا لينا (1888-1972). توفي والده الذي كان يعمل سلخانياً وفاينو لينا بعمر ثماني سنوات. وهكذا تكفلت والدته بالأسرة بأكملها بعملها في مزرعة قريبة. وعلى الرغم من خلفيته، بدأ اهتمام لينا في الأدب في وقت مبكر. عندما كان طفلا، أحب لينا روايات المغامرة التي كان يستعير من المكتبة المحلية. كان التعليم والبلاغ، ومع ذلك، يقتصر على ست سنوات في المدارس العامة التي انتهى في منتصف الثلاثينات. بعدها عمل حطاباً وعاملا زراعياً في ذات العزبة حيث عملت والدته، انتقل لينــّا إلى تامبيري في عام 1938. في جيله، كان الكتاب المراهقون في تلك الفترة ينتقلون من الريف إلى مدينة متطورة بحثا عن عمل في المجال الصناعي والذي وجده في مصنع فينلايسون للنسيج.
في عام 1940، جـُنـّد لينــّا في صفوف الجيش. كانت الحرب العالمية الثانية قد اندلعت، فشارك لينــّا في حرب الاستمرار (1941-1944)، وقد حارب على الجبهة الشرقية. بالإضافة إلى كونه قائد حظيرة عسكرية، كتب مذكراته ومشاهداته عن تجاربه وتجارب وحدته. عرف لينــّا بالفعل في هذه المرحلة بأن الكتابة ستكون عمله المفضل. إلا أن فشله في نشر المذكرات قاده إلى حرقها. رغم الرفض، فإن فكرة الرواية التي تصور وجهات نظر الجنود العاديين بشأن الحرب، ألهمته لاحقاً بكتابة الجندي المجهول.
بعد الحرب، تزوج لينــّا وبدأ الكتابة بينما كان يعمل في المطاحن خلال النهار. وطوال فترة وجوده في فينلايسون، قرأ فاينو لينــّا بنهم. نال كتـّاب من أمثال شوبنهاور ودوستويفسكي ونيتشه احترام لينــّا. قال لينــّا لاحقاً أن رواية لا جديد في الجبهة الغربية لإريش ماريا ريمارك كان لها أيضاً تأثير كبير عليه.
ومع ذلك، لاقت أول روايتان له «الغاية» (Päämäärä) و«الحب الأسود» (Musta rakkaus) رواجاًَ ضعيفاً، وحاول كتابة الشعر لكنه فلم ينجح في ذلك أيضاً. حتى رفعه إصدار «الجندي المجهول» (1954) إلى الشهرة. ومن الواضح أنه في ذلك الوقت كانت هنالك حاجة اجتماعية متميزة لرواية تتعامل مع الحرب ودور الناس العاديين فيها. بعد مرور عقد من الزمن على معاهدة سلام مع الاتحاد السوفياتي كان العديد من الفنلنديين على استعداد للاستغرق في الذكريات، وبعض حتى بطريقة نقدية. لقد أشبعت الجندي المجهول هذه الحاجة تماماً، فشخصياتها وبلا شك أكثر تنوعاً وواقعية وبطولية من تلك روايات الحرب الفنلندية التي سبقتها. سرعان ما أصبح الكتاب من الأشياء الأكثر مبيعاً، ببيعها 175000 نسخة في غضون ستة أشهر فقط - وهو رقم ضخم لرواية فنلندية في الخمسينات.

## روابط خارجية
- فاينو لينا على موقع IMDb (الإنجليزية)
- فاينو لينا على موقع الموسوعة البريطانية (الإنجليزية)
- فاينو لينا على موقع مونزينجر (الألمانية)
- فاينو لينا على موقع ميوزك برينز (الإنجليزية)
- فاينو لينا على موقع قاعدة بيانات الفيلم (الإنجليزية)